# 喬林·費倫茨

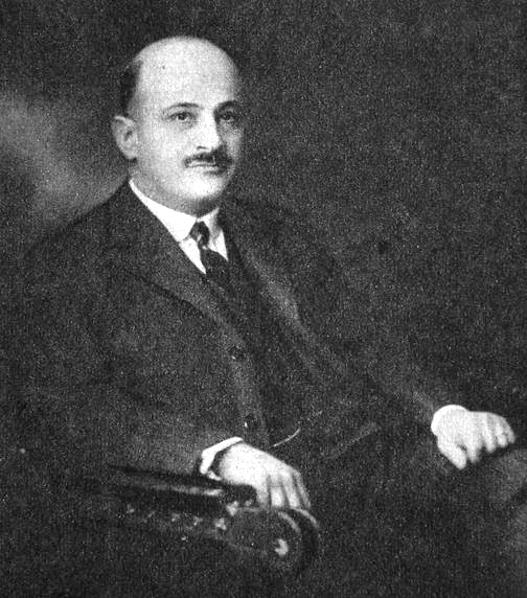
喬林·費倫茨

喬林·費倫茨（匈牙利語：Chorin Ferenc；1879年3月3日—1964年11月5日），匈牙利猶太裔資本家，於1928年到1942年出任匈牙利全國工業家協會主席，是霍爾蒂體制下最具影響力的商人，被譽為「匈牙利的灰衣主教」。

## 家庭
喬林·費倫茨家世顯赫，他的曾祖父喬林·阿龍是阿拉德的首席拉比，父親老喬林·費倫茨是一位律師、政治家、商人、匈牙利上議院議員、匈牙利全國工業家協會首任主席，他的岳父切佩爾男爵偉斯·曼弗雷德創立的曼弗雷德鋼鐵金屬廠是一戰是奧匈帝國第二大軍工廠。

## 生平
他在布達佩斯和柏林完成了學業。1901年取得法學博士學位，1904年取得律師資格。1918 年，他暫停了律師職業，並被任命為Salgótarjáni Kőszénbánya Rt.的總經理， 1925 年父親去世後，他繼任公司總裁。他於1919年受洗。1921年，他與韋斯·曼弗雷德的女兒韋斯·黛西結婚。1925年，他被選為全國製造商協會副會長，並於1928年至1942年擔任會長職務。1925年，他創辦了就業中心，並擔任第一任院長。1927年，他成為上議院議員。1944年3月德國佔領匈牙利後，他被迫將財產移交給德國人，作為回報，他在蓋世太保的配合下獲準離開匈牙利。第二次世界大戰後，他在經濟上幫助了居住在葡萄牙並失勢的霍爾蒂·米克洛什攝政王。1947年，他移民紐約，在那裡創辦了多家企業，並擔任前君主制政權流亡政府「匈牙利全國委員會」聯合主席。1964年11月5日於紐約去世。

## 與霍爾蒂的關係
包括歷史學家卡爾賽·拉斯洛在內的一些人對富有的猶太人與霍爾蒂的友誼提出質疑，根據他們的說法，這只是他們與攝政王之間的利益關係。然而，歷史學家切特勒·安塔爾博士認為，卡爾賽的觀點已經過時，讓人想起馬克思主義的匈牙利史學。無論如何，喬林和霍爾蒂在二戰後顯然不再有利益關係，他卻繼續為這位老朋友傾囊相助，這一事實證明他們的友誼。